# Горњи Грбавци
Горњи Грбавци су насељено мјесто у општини Зворник, Република Српска, БиХ. Према попису становништва из 1991. у насељу је живјело 939 становника. До 2012. године званичан назив насеља је био Грбавци Горњи, а тада се на основу „Одлуке о промјени назива насељеног мјеста Грбавци Горњи у Горњи Грбавци на подручју општине Зворник“ (Службени гласник Републике Српске 100/2012 од 30. октобра 2012. године) мења у садашњи назив.

## Становништво
Према попису становништва из 1991. године, мјесто је имало 939 становника.
| Националност       | 1991.        |
| Срби               | 667 (71,03%) |
| Муслимани          | 261 (27,80%) |
| остали и непознато | 11 (1,17%)   |
| укупно             | 939          |

| Демографија | Демографија | Демографија |
| Година      | Становника  | Становника  |
| ----------- | ----------- | ----------- |
| 1948.       | 588         |             |
| 1953.       | 656         |             |
| 1961.       | 729         |             |
| 1971.       | 863         |             |
| 1981.       | 1.003       |             |
| 1991.       | 939         |             |